# غووس
غووس (بالفارسية: گووس) هي قرية تقع في قسم هوديان الريفي (مقاطعة دلغان) في إيران. يقدر عدد سكانها بـ 247 نسمة بحسب إحصاء 2016.